# Herr Broučeks utflykter

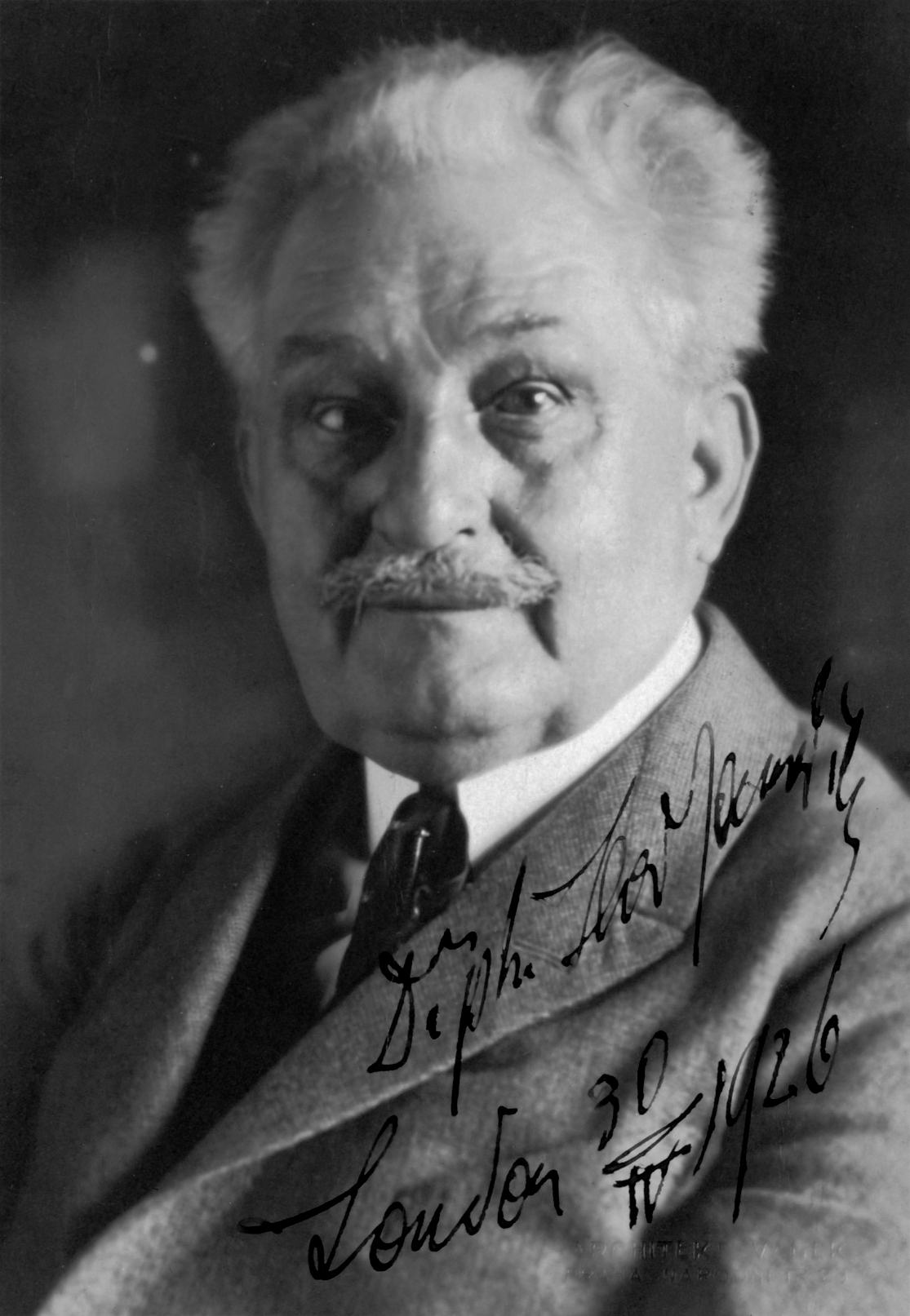
Leoš Janáček

Herr Broučeks utflykter (tjeckiska: Výlety páně Broučkovy) är en opera i två delar av Leoš Janáček med libretto av Viktor Dyk och František Sarafínský Procházka efter två av Svatopluk Čechs romaner: Pravý výlet pana Broučka do Měsíce (1888) (Herr Broučeks sanna utflykt till månen) och Nový epochální výlet pana Broučka, tentokráte do XV. století (1889) (Herr Broučeks epokgörande utflykt, denna gång till 1400-talet). Librettisterna till del 1 var František Gellner, Viktor Dyk, František Sarafínský Procházka med flera others, medan del 2 skrevs av F. S. Procházka.
Denna tvådelade satiriska opera hade premiär på Nationalteatern i Prag den 23 april 1920, den enda av Janáčeks operor som inte hade premiär i Brno.
Herr Brouček (i översättning "Herr Skalbagge") är en enkel hyresvärd i Prag, som upplever en serie av fantastiska händelser då han först hamnar (till stor del beroende på ihärdigt drickande) på månen och sedan i 1400-talets Prag under Husiternas uppror mot det Tysk-romerska riket 1420 (Se Handlingen). I båda fallen upplever Brouček figurer som är förvandlade versioner av hans bekanta hemmavid.
Tack vare originalromanernas popularitet (skrivna av den ikoniske tjeckiske författaren Svatopluk Čech) utsattes operan för mycket bevakning. Janáček upplevde flera bakslag under skapandet och repetitionerna av verket, särskilt med librettisterna (Se Historia). Kompositörens syfte med operan var alldeles specifikt när det gällde Brouček: "Jag vill att vi ska känna avsky för sådana personer, stampa på dem och strypa dem om vi möter den". Janáčeks mission, liksom Čechs, var emot borgerlighetens småaktighet, särskilt i Tjeckoslovakien. Enligt musikkritikern Desmond Shawe-Taylor, som såg operan framföras i Tjeckoslovakien, observerade att de flesta reagerade med glada skratt och till och med kände med den stackars Brouček. Han blev mer älskad än hatad och hans tillkortakommanden, fel och vanlighet sågs som kvaliteter vilka kan återfinnas hos vanliga människor i alla länder.

## Historia
Komponerandet av Janáčeks Herr Broučeks utflykter var en lång process med inte mindre än sju librettister. Operans originalkoncept var tänkt att bygga på den än mer populära romanserien med samma namn av Svatopluk Čech (1846–1908). Efter att ha påbörjat komponerandet började Janáček söka efter en librettist som skulle passa hans tolkning och förverkligande av Čechs historier.
Men Čech vägrade konsekvent att ge honom rättigheterna till böckerna. Janáček lade slutligen arbetet åt sidan till Čechs död 1908. Då påmindes Janáček om sin tidigare önskan att tonsätta historien och han skrev till en vän i Prag, Artuš Rektorys, och bad honom att undersöka möjligheterna att få rättigheterna nu när Čech var död. Rektorys svarade att Čechs familj var tveksam att släppa rättigheterna men efter att Janáček själv hade hört av sig gav de honom ensamrätt till romanerna. Kort tid därefter framkom det att en annan tonsättare, Karel Moor, hade skrivit till Rektorys och gjort förfrågningar angående Janáčeks Brouček. Moor hävdade att det var han som hade fått ensamrätten till romanerna av Čechs yngre bror Vladimír. Saken undersöktes snabbt och det visade sig att Moor inte innehade den lagliga rättigheten till romanerna. Detta hindrade inte Moor från att skapa en opera; den hade premiär 1910, cirka 10 år före Janáčeks, men inte med samma succé eller långvarighet.
I mars 1908 sökte Janáček efter en lämplig librettist. Rektorys hade rekommenderat Karel Mašek; men Mašek var inte överförtjust i att påta sig uppdraget, ett dåligt omen för verkets kommande problem. I juli 1908 stod det klart att Mašek och Janáček hade två olika uppfattningar om hur Brouček skulle förverkligas. Mašek skrev att Janáčeks idéer var alltför långt från originalromanen, vilken porträtterade Brouček som högdragen. Ytterligare motstridande synsätt gällde tillägget av två karaktärer som inte fanns med i romanen, den unge servitören och Mazal. Vad gällde servitören gav Mašek med sig men sa angående Mazal:

… Jag kan inte förmå mig till att lägga till delen med Mazal på [krogen] Vikàrka till Čechs verk. Čechs Herr Brouček skulle aldrig fraternisera sig med Mazal och sitta tillsammans med honom på samma krog.

Dessa meningsskiljaktigheter parade med Mašeks andra åtaganden vid tiden ledde till att hans själv avsade sig projektet i oktober samma år. Janáček hämtade sig snabbt från förlusten och påbörjade genast letandet efter hans ersättare.
I november 1908 inbjöds Josef Holý till uppgiften, men han nekade på grund av ointresse och sade: "Om viljan och intresset saknas går det aldrig väl, så jag bad om att få slippa." Med Holý ute ur leken vände sig Janáček till dr. Zikmund Janke, en öron-, näsa- och halsläkare som arbetade i Prag och Luhačovice.
Liksom med Mašek framkom det snabbt oenighet mellan vad Janáček hade tänkt sig och vad dr. Janke önskade få fram. Janáček var alltid älskvärd mot kollegor och accepterade vad Janke gav honom, inklusive hårda ord. Vid denna tidpunkt hade Janke skrivit en hel första akt och påbörjat den andra när Janáček sände honom en helt ny story med nya karaktärsdrag för tio av rollerna. Av allt som hade skrivits dittills överlevde endast två rader av en dryckessång från första akten. 1910 upptäckte Janáček genom korrespondens med Artuš Rektorys att Josef Holý, som ursprungligen hade förkastat projektet, hade gjort en balett med titeln Månen. Detta visar att Holý hade varit mer intresserad än vad han gav sken av då baletten byggde på Cechs historia om Brouček. I april 1911 träffade Janáček Holý och bad denne att hjälpa honom med en sång till månscenen.
Den näste librettisten blev presenterad för Janáček av Holý som en avlastningshjälp. František Gellner, en satiriska poet, skulle komma att bidraga med det mesta av materialet av alla librettister. De arbetade tillsammans från juni 1912 till juni 1913, då projektet avstannade och Janáček var sysselsatt med andra verk. Gellner skrev ett slut till operan, så varför uppehållet inträffade vet endast Janáček, då operans ramverk var klar med endast detaljer som saknades. Emellertid återupptogs arbetet i november 1915, då Janáček bestämde att Brouček var värd att avslutas och idogt gav sig i kast med arbetet att finna nästa librettist.
Frågan gick till Josef Peška, en av männen som hade sett till att Jenůfa sattes upp i Prag. Med stor entusiasm blev han ytterligare en av de många författare som accepterade arbetet utan att läst det redan skriva librettot eller partituret. Så fort Peška hade läst allt material sände han omedelbart ett svar till Janáček och påminde honom att vinnlägga sig om andra personers bidrag. Av större vikt var att han berättade en sak för Janáček som skulle återkomma som kritikersynpunkt efter att operan hade haft premiär och det var att det var av stor vikt att känna till Čechs historia för att förstå humorn i Janáčeks och Gellners version. Han skrev en mycket privat version, där det fordrades förkunskaper om innehållet för att fullt ut kunna uppskatta stycket. För att hjälpa Janáček skickade han honom en lista med namn på nya librettister som kunde hjälpa till att avsluta operan, med F.S. Procházkas överst.
Det är oklart huruvida Janáček skickade Gellners operaslut till Procházka, då han skapade en helt egen från akt III till slutet. Janáček gav sin librettist total frihet när det gällde skrivandet. Han kunde bidra med händelser för att sedan komma med invändningar hur det utfördes. När någonting inte fungerade skrev han helt enkelt om det själv. Med detta förfarande skrev Janáček en större del av operan än vad hans librettister gjorde.
Operan var färdig 1916 sånär som på några detaljer. En vän till Janáček, Jiří Mahen, anlitades för att gå igenom delar av operan. Detta gjordes för att verket skulle kunna ges ut. Mahen var inte medveten om hur många som hade varit inblandade och visste inte heller att verket var så gott som färdigt. Mahen blev också förvånad att Viktor Dyk hade utsetts till huvudsaklig librettist.
Janáček förklarade saken i ett brev till Mahen och sa att Dyk hade godkänt originalversionen som Janáček först hade tänkt på. Dyk och Janáček hade arbetat omsorgsfullt med att ändra musik, text, scener, karaktärer etc. efter eget tycke och behållit bitar och delar av andra som de gillade. Mašeks arbete var reducerat till två rader och dr. Jankes till en dryckessång. Resten togs bort genom brev mellan Dyk och Janáček från Brno till Prag och vice versa.
Viktor Dyk arresterades för väpnat motstånd mot dubbelmonarkin Österrike-Ungern, så åter var Janáček i behov av en ny partner. Istället för att leta upp en främling återvände han till F.S. Procházka och utbad sig om hans hjälp att förfina några sånger och ändra en del scener, vilket han gladeligen accepterade. Fram till nu hade operan slutat med att herr Brouček återvände från sin månresa endast för att få reda på att allt var en fylledröm, men efter att ha återförenats med Procházka kom Janáček med idén att påbörja dramatiseringen av Čech andra roman novel, Herr Broučeks utflykt till 1400-talet. De två gav sig genast i kapp med idén och började skriva. I slutet av 1918 hade de komprimerat hela  operan till tre akter; akt I i Prag 1920, akt II på månen och akt III åter i Prag 1420. De lade även till en serie av nya karaktärer som skulle återkomma genom alla tre akterna.
I oktober 1918 fick Janáček vet att Brouček skulle komma att framföras på Nationalteatern i Prag. Med denna nerbantade version i tre akter behövdes inte lika många scenförändringar, vilket gladde operachefen Schmoranz. Efter diskussioner, rollbesättning och orkesterrepetitioner återstod endast några få ändringar att göra (mestadels vokala ändringar — Janáček skrev väldig hög tessitura för sångare). Janáček tillägnade operan landets första preisdent: "Till Tjeckoslavakiens befriare, dr T.G. Masaryk".

## Om operan
Under många år var operan kritiserad, delvis för librettots ovanliga karaktär och att en del ansåg att tonsättaren hade gjort ett olyckligt val, delvis för att operan varken fullföljde Jenůfas folkliga stil eller innehade den fulländade stilen i Janačeks sista fyra operor.
Småborgaren Brouček var en förelöpare till Jaroslav Hašeks figur Švejk. Han gjorde Čech till sin tids populäraste tjeckiske författare. Janaček försåg avsiktligt operans satiriska Brouček med osympatiska drag:
Det finns lika många Broučeks bland vårt folk, som det finns Oblomovs hos det ryska folket. Jag skulle vilja att en sådan människa fyllde oss med sådan motvilja att vi så fort tillfälle gavs skulle vilja döda honom, strypa honom - men framförallt inom oss själva så att vi kan återuppstå i den andliga renheten hos vårt folks martyrer.
På samma gång är operan fylld av nationell stolthet över landets storhet som nation vilket tydligt märks i 1400-talsdelen.

## Personer
| I Prag (1888)                      | På månen                           | I Prag (1420)          | Stämma     |
| ---------------------------------- | ---------------------------------- | ---------------------- | ---------- |
| Matěj Brouček, husägare i Prag     | Matěj Brouček                      | Matěj Brouček          | Tenor      |
| Mazal, målare                      | Blankytný, chefskonstruktör        | Petřík, Kunkas fästman | Tenor      |
| Sakristán, sakristan               | Lunobor                            | Teynkyrkans klockare   | Basbaryton |
| Málinka, hans dotter               | Etherea, mångudinna                | Kunka                  | Sopran     |
| Würfl, värdshuset Vikárkas värd    | ordförande Čaroskvoucí             | Koska, rådsherre       | bas        |
| Číšníček, servitör                 | Zázračné dítě, utbildningsminister | Student                | Sopran     |
| Fanny Novak, Broučeks hushållerska | Näringsministern                   | Františka, värdinna    | Alt        |
| Skladatel, tonsättare              | Harfoboj                           | Miroslav               | Tenor      |
| Básník, poet                       | Oblačný                            | Vacek Bradatý          | Baryton    |

## Handling

### Del 1
Akt I
Utanför värdshuset Vikárka. Brouček är stamgäst på värdshuset, där han regelbundet träffar S:t Veit-katedralens sakristan. Málinka, sakristanens dottet, får ofta hämta sin far. Även den unge teknikerns Mazal, som uppvaktar Málinka, besöker krogen.
Brouček dricker ibland för mycket. Sedan slumrar han in och har märkvärdiga drömmar. I sin första dröm hamnar Brouček på månen, där han möter personer ut sitt vardagsliv som måninvånare. De första han möter är poeten Blankytný (Mazal) och dennes trolovade Etherea (Málinka), som dock genast blir förälskad i Brouček. Ethereas far, Lunobor (sakristanen) och Blankytný blir djupt förskräckta när hon ger sig av tillsammans med Brouček på en pegas.
Akt II
I månrepublikens huvudstad. Gästen från den främmande världen förs till Konsternas tempel. Under en mottagning till hans ära får han veta att månens invånare är ett konstnärligt folk, som varken äter eller dricker utan bara lever av nektar och endast ägnar sig åt de sköna konsterna. Brouček tycker alltsammans är förskräckligt och skyndar därifrån. Brouček vaknar ur sin dröm. De sista gästerna har lämnat krogen och även Málinka går hem tillsammans med Mazal. Brouček drömmer vidare.

### Del 2
Akt III
Gamla torget i Prag år 1420. Brouček har hamnat i sin egen stad mitt under husitkrigen. Folket förbereder sig på husitkrigets avgörande slag. Han möter rådsherren Koska (Würfl), som till en början tror att han är kejsar Sigismunds spion på grund av hans konstiga sätt att tala. Brouček utger sig för att vara fransman och räddas till sist av Teynkyrkans klockare (sakristanen).
Akt IV
Klockarens hem. Klockaren har bjudit hem Brouček och presenterar honom för sin dotter Kunka (Málinka) och hennes brudgum Petřík (Mazal). 
Brouček hamnar i en politisk diskussion med dem. Slutligen gömmer han sig fegt medan de andra drar ut i strid. Brouček försöker gömma sig, men blir igenkänd av de hemvändande krigarna. Han beskylls för förtal och för att ha spridit irrläror. Endast Kunka försöker försvara honom. Detta försämrar hans läge, eftersom han nu även blir anklagad för osedlighet. Han döms till att placeras i en tunna för att sedan brännas på bål. När Brouček vaknar är hans läge riktigt kritiskt. Han har hamnat i en tunna. Würfl hör hans jämmerskri och befriar honom. Brouček konstaterar lättad att han har kommit tillbaka till sin egen tid, och börjar genast skrodera.

## Kompositionsmässiga aspekter och tekniker
Janáčeks kompositionsteknik i Brouček låter sig inte förklaras eller definieras lätt, men det finns flera aspekter som står i förgrunden då man fördjupar sig i kompositörens idéer vad gäller både musik och tal/språk.

### Motiv, motive och melos
Den minsta beståndsdelen i Janáčeks senare musik, inklusive denna opera, är motiv. Hans beskrivning skiljer sig från och är förmodligen mer striktare än vad de flesta musiker skulle definiera som ett motiv. Janáčeks motiv har en klar inledning och slut, och dynamiken är konstant genom hela gruppen av, kanske, tre till fem noter. Notens värde måste vara lika, och ett motiv kan börja på vilket taktslag som helst, men kan inte sluta på en sluttakt. Janáčeks metoder att ändra ett motiv varierar, men oavsett vad han gör med melodin, harmonin, tonarten, tempot, musikens modus, tonhöjden eller någon av det kontextuella materialet förblir rytmen oförändrad och därmed, enligt hans synsätt, bibehålls originalmotivet som en igenkännlig helhet. Exempel 1 (se Musikexempel nedan) visar på ett motiv från Brouček och illustrerar några ändringar av samma motiv. Exempel 2 är ett annat motiv som används i operan. Janáček använde sig ofta av korta fraser vilka flyttade fram gränsen för hans unika definition av ett motiv, skapande vad Cooper kallar ett "motive".
Ett motive innehåller flera notvärden och dess upprepningar kan sluta på en sluttakt. Det visar sig att de flesta av Janáčeks mindre operaelement, vare sig instrumental, vokal eller bådadera, är motive. Ett exempel på ett motive i Brouček är användandet av höga violiner och flöjter som avbryter en orgelpunkt en halvton i taget (Del 1) för att visa på månen upp i skyn dit Brouček tror sig kunna fly från världens bekymmer. Trots att motiven uppför sig som motive för det mesta och används på samma sätt skulle Janáček ha tänkt på dem som separata.
En tredje och större byggsten i Brouček är vad Dieter Stroebel kallar en "melos", vilken beskriver ett segment av musik som är längre och mer melodiöst än motiv eller motive, såsom Exempel 3.

### Tal och språk
"Det bästa sättet att bli en bra operakompositör är att analytiskt studera det mänskliga talets melodiska kurvor och konturer."  – Janáček

Det är välkänt att Janáčeks musik var starkt påverkar av det tjeckiska språkets natur och ljud. Det går att urskilja påverkan då den dyker upp i förhållandet mellan de musikaliska motiven och de tjeckiska orden. Till exempel då ett tjeckiskt ord ändrar betoning ändras även vokalen i ordet vilket avspeglas i Janáčeks konturändring av ett kort motiv. I alla tjeckiska ord betonas första stavelsen. Att undvika att ett motiv slutar på ett slutslag kan ses som ett analogt sätt att undvika att ett tjeckiskt ord betonas på annat än första stavelsen. Janáček hade också ett starkt intresse för språkmelodi (se citatet ovan): intonation, längd och tonhöjd.

### Musikaliska idéer i operan
Inledningen till Del 1 skiljer sig inte nämnvärt från många av Janáčeks andra operainledningar, preludier eller ouvertyrer. Den består av flera korta musikaliska teman och motiv, vilka kommer dyka upp senare i operan. Musiken drivs framåt av dessa idéers abrupta följder, vilka ofta kommer i en annan följd än de senare kommer att återfinnas i själva operan. Det finns tre viktiga melodier i inledningen till Del 1 av Brouček. Den första är en lätt, rytmiskt vag figur (Se Exempel 4) som snabbt leder vidare till en robust fagottmelodi (Se Exempel 5), vilken i sin tur är en karikatyr av Brouček. Denna melodi uppenbarar sig således flera gånger och i olika former. Den tredje är en smäktande melodi som introduceras av flöjten och violinerna (Exempel 3), som representerar de unga älskande Málinka och Mazal. Denna melodi ändras också flera gånger och det finns en koppling till Blankytný (= Mazal) och Etherea (= Málinka) på månen. Alla tre motiven förekommer i slutet av Del 1, ett orkestermellanspel som för Brouček tillbaka till jorden från sin dröm.
Genom hela Del 1 använder sig Janáček av åtskilliga valser och valsliknande melodier, vilka uppenbarligen den ryske kompositören  Dmitrij Kabalevskij hörde fel på och ansåg dem vara "à la Strauss". Hur som helst är Janáčeks skarpa och humoristiska melodier mycket olika Strauss, då de mer tenderar att vara mindre eleganta och ofta använda som parodier eller hån. Det har spekulerats huruvida Janáček också använde valsen för att ange den samhällsklass som Brouček tillhör – medelklass-dansen pekar upp mot överklassens Brouček. Till och med i början av operan kan svaga antydningar av en vals höras. Förspelet upplöses i en öppningsscen som börjar med Málinkas och Mazal gräl tonsatt till en vals. Ett fantastiskt exempel på en valsparodi är Underbarnets månsång, som egentligen är en drift med Tjeckiens nationalsång. "Publiken" i operan hör den som en seriös, patriotisk hymn medan publiken i salongen tolkar den som en parodisk hymn. Janáček använde valsmusik i slutet av den första drömmen för att bryta spänningen från manfolkets hot mot Brouček och hjälpa till med handlingen. Många andra valser finns i första delen av operan, några mer avsiktligt än andra, och Janáček lät varje vals få ett syfte, ofta ett satiriskt sådant. Trots att Janáček ofta använder valsen som ironi eller parodi tenderar de att fungera fullständigt inom operans musikaliska ramverk.
Del 2 av operan skiljer sig helt från musikstilen i Del 1. Den totalt olika naturen i varje del och den tidsrymd som skiljde delarna åt i kompositionstid bidrar till skillnaden. Den öppnar med skorrande rytmer och ljudet av krig. Två huvudteman förekommer i inledningen, vilka sedan återkommer i olika former genom hela Del 2 (Exempel 6 och 7). Här återfinns även hussiternas koraler och hymner, varav en kan höras då Brouček och Domšík går in i Týnkyrkan. Koralen kulminerar i ett stolt C-Dur-ackord.
En av Janáčeks kompositonsprocedurer är användningen av tonarten Ass-moll/G# i de sista 40 minuterna av operan. Tonarten Ass-moll spelar en viktig toll i många av Janáčeks kompositioner, däribland operor, stråkkvartetter, sångcykler, pianominiatyrer, sonater och orkesterverk, vare sig det handlar om komik, tragedi, komiska, seriösa eller ironiska passager. Han föredrog att använda en ensam ton i scener med stilla känslor, eller med en fåtal personer på scenen. Detta ledde till bruket at en ensam tonhöjdsarea i en hel scen, “genom vilken, märkligt nog, han åstadkom snabba förändringar och enorm spänning," enligt Cooper. Trots att lyssnaren kan ha svårt att urskilja den ofta förekommande tonarten Ass-moll/G# då den skyms av olika harmonier spelar den ensamma tonarten en avgörande roll i att binda samman de olika idéerna genom hela Del 2. Exempel 8 pekar mot en misslynt Brouček springande upp till Ass-moll på toppen. Senare i Del 2 ber Brouček om nåd och han förklarar att han inte "har fötts än" och att han är "en son av framtiden", båda slutar med Ass-moll (Exempel 9).

## Musikexempel

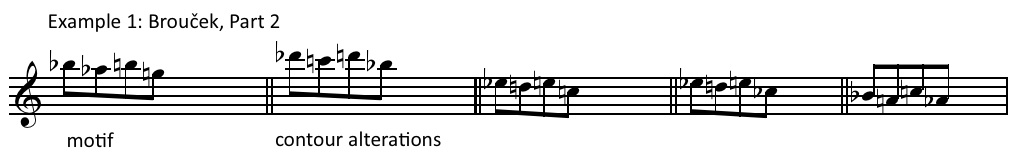
Exempel 1
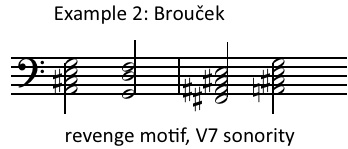
Exempel 2
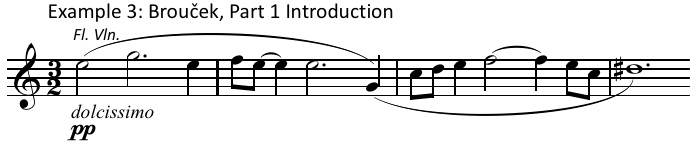
Exempel 3
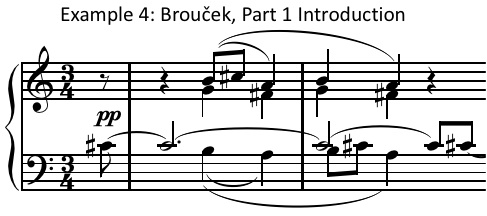
Exempel 4
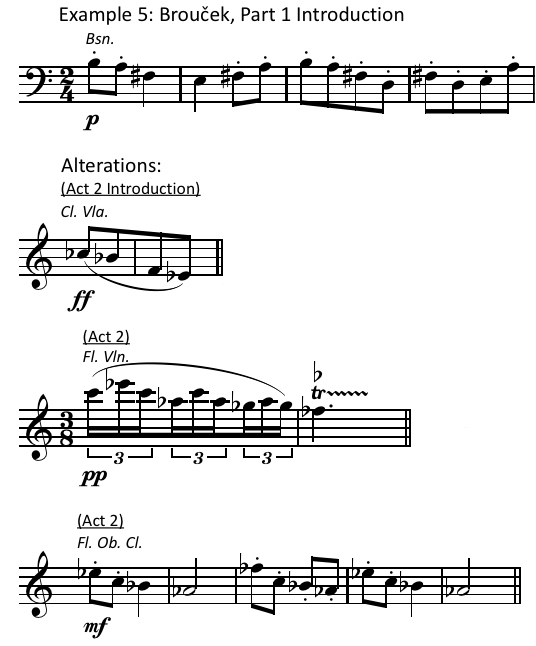
Exempel 5
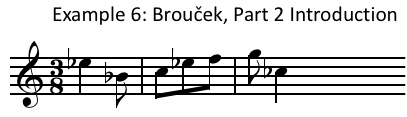
Exempel 6
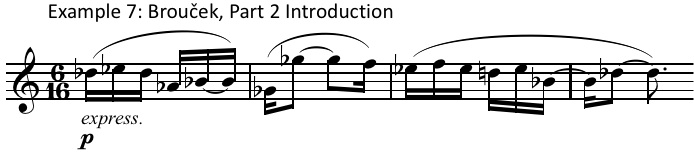
Exempel 7
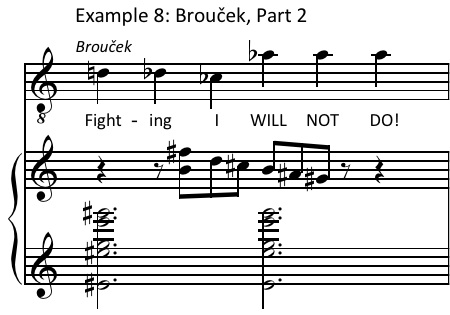
Exempel 8
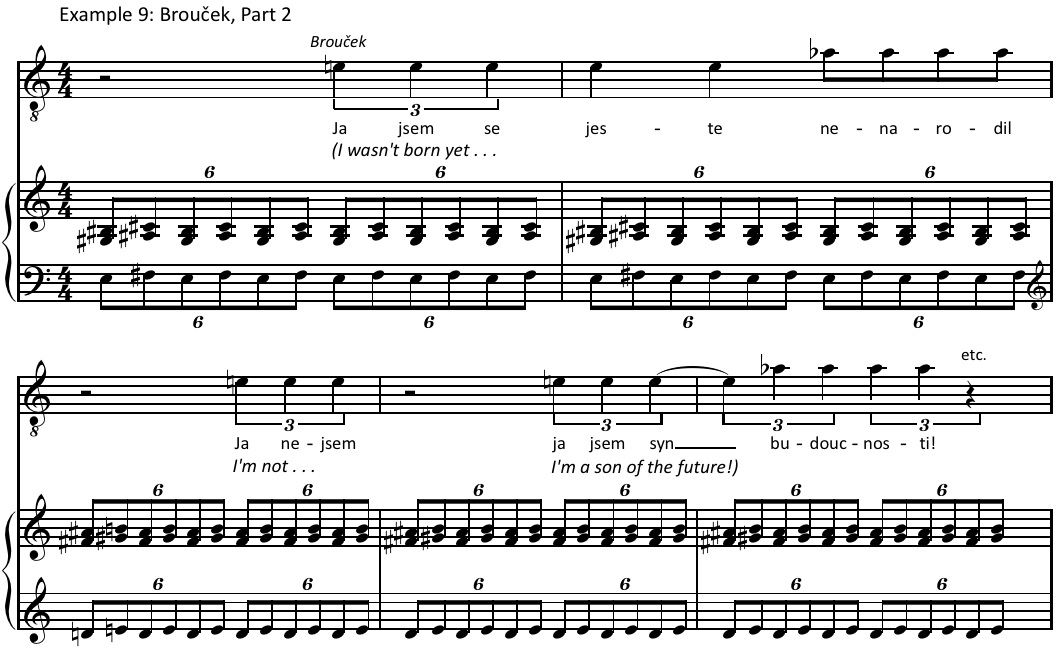
Exempel 9